# Jean-Michel Flandin
Pour les articles homonymes, voir Flandin.
 (juillet 2011).
Si vous disposez d'ouvrages ou d'articles de référence ou si vous connaissez des sites web de qualité traitant du thème abordé ici, merci de compléter l'article en donnant les références utiles à sa vérifiabilité et en les liant à la section « Notes et références ».
Jean-Michel Flandin (né le 31 août 1909 à Clermont-Ferrand, mort le 7 mai 1969 à Isigny-sur-Mer) est un homme politique français.

## Biographie

### Enfance et études
Né dans une famille auvergnate, Jean-Michel Flandin est rapidement orphelin. Éligible à l'octroi de bourses, il entre aux lycées Condorcet et Louis-le-Grand puis entre à l'École normale supérieure, d'où il sort agrégé de grammaire en 1934.

### Professorat
Jean-Michel Flandin est ensuite nommé professeur au lycée Blaise-Pascal de Clermont-Ferrand. C'est dans cet établissement qu'il accueille Georges Pompidou. Il est chargé en 1937 d'un cours de philologie ancienne à la faculté des lettres, écrit des ouvrages de grammaire et traduit des auteurs anciens, dont Lucien de Samosate et Epictète.

### Seconde Guerre mondiale
En 1940, Jean-Michel Flandin entre dans la Résistance. Il est révoqué par le régime de Vichy en 1943 pour ces activités, et son épouse est déportée à Ravensbrück. Il entre alors en clandestinité, et dirige le service de renseignement des Mouvements unis de la Résistance pour le Puy-de-Dôme. Il sera fait pour cela chevalier de la Légion d'honneur et recevra la rosette de la Résistance.

### Après-guerre
Dès la fin de la guerre, Jean-Michel Flandin est nommé professeur au lycée Henri-IV, puis au lycée Carnot. Sa femme, revenue de déportation, le rejoint, mais sa santé fragile leur fait préférer Clermont-Ferrand à Paris, et ils retournent s'y installer.

### Politique
Adhérent au Rassemblement du peuple français créé par de Gaulle, Flandin devient adjoint au maire de Clermont-Ferrand en 1947, puis conseiller général en 1949. La fédération RPF du Puy-de-Dôme connaît de fortes dissensions en vue des élections législatives de 1951, Paris imposant Flandin comme candidat, avec en particulier le soutien de son ami Georges Pompidou. La liste RPF ne réunit que 11 % des voix, et Flandin en est le seul élu. Il sera député du Puy-de-Dôme jusqu'en 1955 mais ne se représentera pas aux élections législatives de 1956. Il est élu maire de Royat en 1953.